# Ypthima daphne
Ypthima daphne är en fjärilsart som beskrevs av Pierre E.L. Viette 1971. Ypthima daphne ingår i släktet Ypthima och familjen praktfjärilar. Inga underarter finns listade i Catalogue of Life.